# Cross country (equitazione)

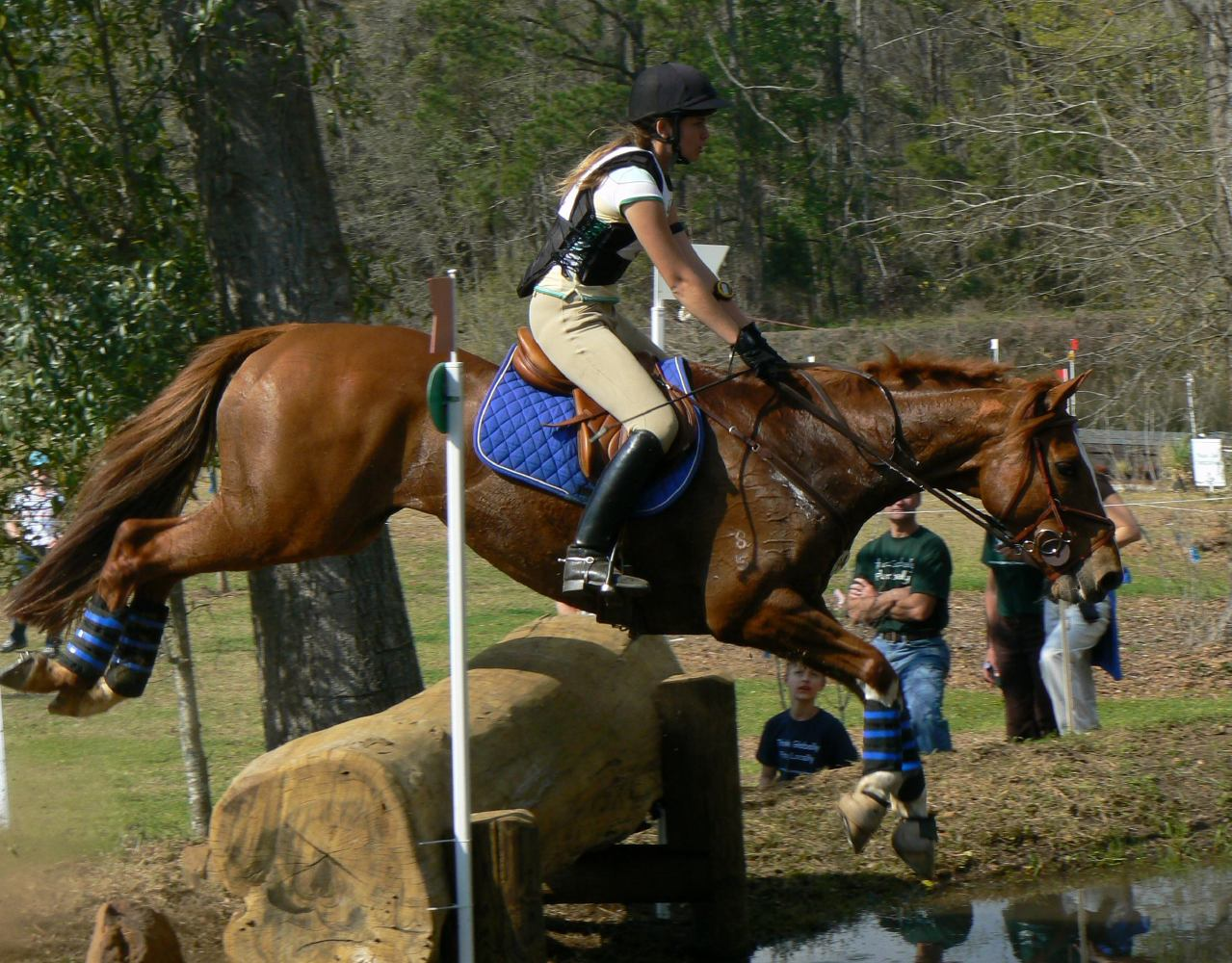
Competizione cross country

Il cross-country (abbreviato in XC) è uno sport equestre olimpico, che consiste in una prova di velocità su terreno vario, e nel superamento di vari tipi di ostacoli fissi.
In questa disciplina, le distanze da percorrere sono molto lunghe. Gli ostacoli che si incontrano durante il percorso riproducono ostacoli che si potrebbero trovare in natura (laghetti artificiali, tronchi, fossi, siepi e così via).
Agli ostacoli più difficili viene, a volte, affiancato un altro ostacolo più semplice che richiede più tempo per il superamento dello sforzo, in tal maniera se un cavaliere non si sente sicuro nell'affrontare lo sforzo più impegnativo può optare per l'alternativa (consapevole del tempo in più impiegato).
Durante il percorso, solo per alcune categorie, è obbligatorio passare dai cosiddetti "cancelli veterinari", dove uno staff di medici controlla le condizioni fisiche di cavaliere e cavallo (il passaporto del cavallo). Se anche soltanto uno dei due risultasse troppo affaticato, il concorrente può essere squalificato o fatto partire in ritardo. Inoltre il cavaliere deve gareggiare con appuntata alla giacca una scheda con la sua cartella clinica,nel caso in cui si faccia male. Indispensabili per gareggiare sono anche il cap imbottito e la tartaruga, o meglio definita "corpetto", che contiene un'airbag che scoppia nel caso di incidenti gravi.

## Vestiario
Nel cross-country è obbligatorio l'uso di stivali da equitazione o stivaletti con ghette; non sono ammesse scarpe da trekking; inoltre per tutti i cavalieri è d'obbligo indossare un casco senza visiera o con visiera flessibile (omologato CE) secondo le norme in vigore sia in campo prova sia in campo gara, compreso di copri casco con colori di scuderia o se si corre in nazionale con i colori della scuderia.
È obbligatorio per i tutti i cavalieri indossare un corpetto protettivo integrale secondo le norme in vigore sia in campo prova sia in campo gara.
È obbligatorio indossare la tessera sanitaria compilata contenuta nell'apposito porta scheda da applicare al braccio o al polpaccio del cavaliere.
Completano la tenuta: calzoni da equitazione, felpa o maglia a maniche lunghe con collo a polo o lupetto, bianca o con i colori della scuderia o della Regione di appartenenza. Nei mesi estivi è ammessa la polo a mezza manica. Sull'abbigliamento del cavaliere è consentito apporre il nome del centro di appartenenza senza ordine di grandezza.
È consentito l’uso di un frustino di lunghezza massima di 65 cm; il frustino va tenuto in mano.
È consentito l’uso di speroni sia metallici sia in plastica, di forma a goccia o classici. È consentito l'uso del cronometro personale
| Controllo di autorità | GND (DE) 4201585-6 |